# Signore delle ombre
Il Signore delle Ombre (シャドウ, Shadō) è un personaggio chiave dell'universo di NieR, un videogioco action RPG sviluppato da Cavia e pubblicato da Square Enix nel 2010. Egli rappresenta l'antagonista principale della storia e incarna la vera anima dell'uomo conosciuto come Nier nel ciclo narrativo di Replicant/Gestalt.

## Contesto Narrativo
Il Signore delle Ombre è l'originale anima umana del protagonista di NieR Gestalt/Replicant, separata dal suo corpo durante il Progetto Gestalt, un'iniziativa creata per salvare l'umanità da una piaga mortale chiamata White Chlorination Syndrome. Dopo la separazione, il corpo fisico di Nier divenne un "Replicant", una copia priva di anima creata per ospitare la sua essenza una volta che la piaga fosse debellata. Tuttavia, col passare del tempo, i Replicant svilupparono coscienza propria e si rifiutarono di reintegrare le loro anime originali, portando a un conflitto tra loro e le "Ombre" (Shades), cioè le anime umane senza corpo.

## Ruolo nella Trama
Durante il gioco, il Signore delle Ombre emerge come il leader delle Ombre e guida la loro lotta per riottenere i corpi originali. La sua motivazione principale è la ricerca di Yonah, sua sorella/figlia, che si trova nel corpo della Yonah replicante. Disperato nel tentativo di riunirsi a lei, combatte contro il protagonista, il Nier replicante, che invece considera le Ombre una minaccia per la sua esistenza e quella di sua figlia. Questo conflitto tragico culmina in una battaglia finale in cui il Signore delle Ombre viene sconfitto, decretando la fine della razza umana originale e segnando la vittoria dei Replicant.

## Personalità e Temi
Il Signore delle Ombre non è un classico antagonista malvagio: il suo ruolo si sviluppa in una narrazione tragica che esplora la disperazione, la perdita e l'inevitabilità del conflitto tra due fazioni che cercano semplicemente di sopravvivere. Sebbene il gioco inizialmente lo dipinga come una minaccia, la prospettiva cambia man mano che il giocatore scopre la verità sul Progetto Gestalt e sulla natura delle Ombre.

## Impatto e Ricezione
La storia del Signore delle Ombre e il suo ruolo nel gioco hanno ricevuto ampi consensi per la loro profondità emotiva e per il modo in cui sovvertono le aspettative tradizionali sugli antagonisti. La sua presenza e il legame con Yonah rafforzano il tema ricorrente di NieR: l'importanza dei legami familiari e le conseguenze delle scelte umane.

## Apparizioni
- NieR Gestalt/Replicant (2010)
- NieR Replicant ver.1.22474487139... (2021, remake di NieR Replicant)[1]

## Collegamenti
Nier Wiki
Nier Replicant Wiki